# U-Boot-Bunker Bordeaux

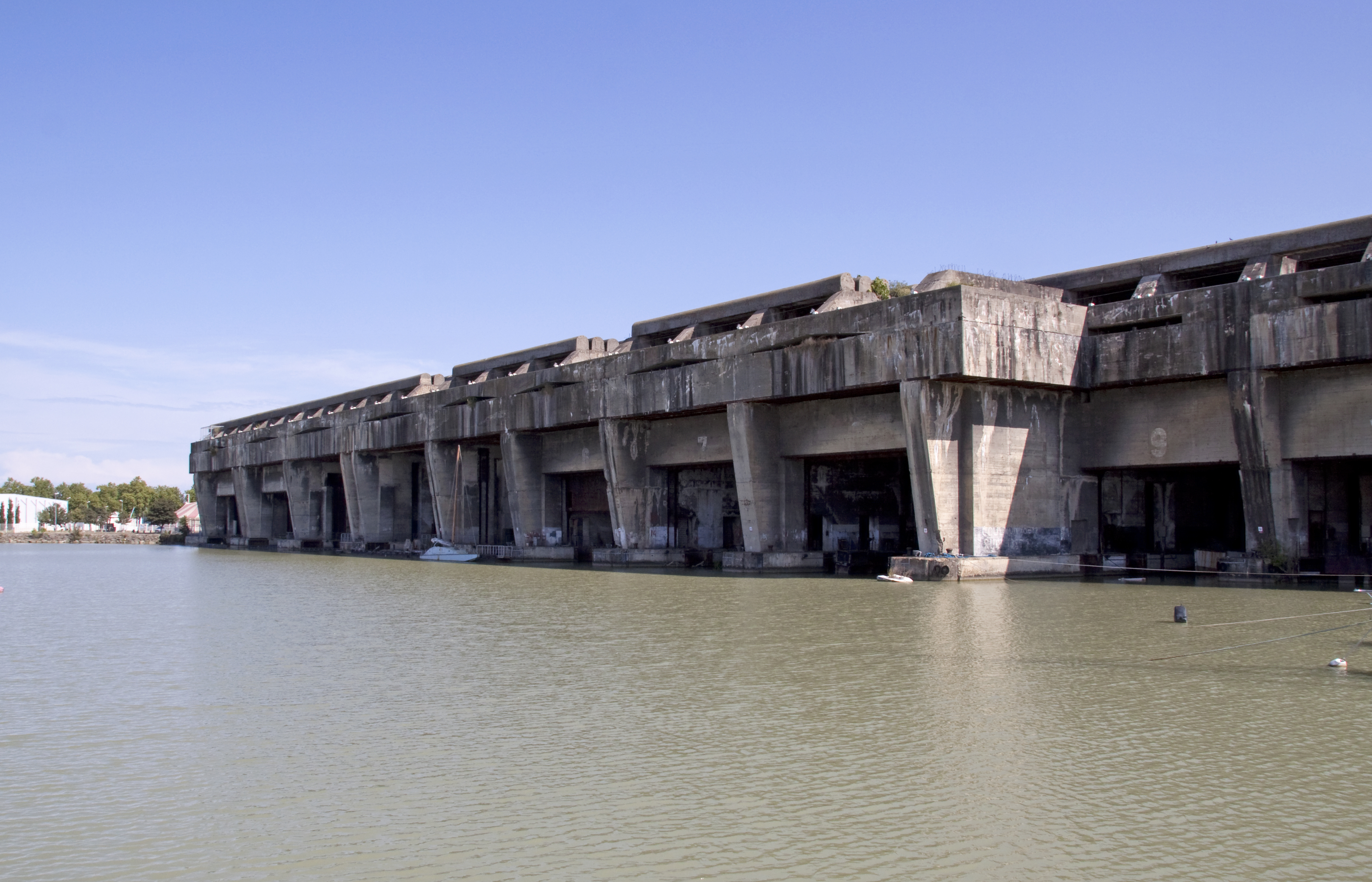
Reste des U-Boot-Bunkers Bordeaux (im Jahre 2009)

Der U-Boot-Bunker Bordeaux (französisch Base sous-marine de Bordeaux) war eine geschützte U-Boot-Basis der deutschen und italienischen Kriegsmarine im Zweiten Weltkrieg im südfranzösischen Bordeaux. Die Basis unterstand dem deutschen Befehlshaber der U-Boot-Flotte Karl Dönitz.

## Der Aufbau der Basis

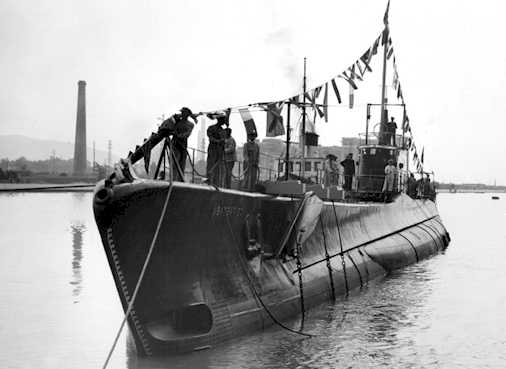
Das in Bordeaux stationierte italienische U-Boot Barbarigo

Die Zusammenarbeit der Achsen-Marinen begann nach der Unterzeichnung des Stahlpakts im Juni 1939 mit Treffen in Friedrichshafen und einer hierbei erzielten Vereinbarung zum Austausch technischer Informationen. Nach dem italienischen Eintritt in den Krieg und dem Fall Frankreichs errichtete die italienische Marine einen U-Boot-Stützpunkt in Bordeaux, der innerhalb der deutschen Besatzungszone lag. Den Italienern wurde ein Operationsbereich innerhalb des Atlantiks südlich von Lissabon zugeteilt. Die Basis wurde im August 1940 eröffnet, und 1941 wurde das erbeutete französische Passagierschiff De Grasse als Depotschiff genutzt, bevor es im Juni 1942 an die französische Regierung von Vichy zurückgegeben wurde. Admiral Angelo Parona kommandierte die italienischen U-Boote der BETASOM-Mission unter dem Oberbefehl des deutschen Admirals Karl Dönitz. Dönitz war der Befehlshaber der U-Boote für die deutsche Kriegsmarine. Etwa 1600 italienische Marinesoldaten waren hier stationiert. Betasom steht abgekürzt italienisch für Bordeaux Sommergibile. Die Basis konnte bis zu 30 U-Boote beherbergen, hatte Trockendocks und zwei mit Schleusen verbundene Becken. Die nahegelegenen Kasernen beherbergten ein 250 Mann starkes Wachregiment.

## Der Bunkerbau
Aufgrund der zunehmenden Bedrohung der Basis durch alliierte Luftangriffe beschloss Admiral Dönitz im Sommer 1941 die Errichtung eines U-Boot-Bunkers für die Basis in Bordeaux. Der Bau begann im September 1941. Der Bunker wurde aus Stahlbeton errichtet. Er ist 245 m breit, 162 m lang und 21 Meter hoch. Das Dach ist über den U-Boot-Buchten 9,0 m auch über dem hinteren Wartungsbereich und die Wände sind bis zu 6,0 Metern stark.
Am 15. Oktober 1942 wurde die deutsche 12. U-Boot-Flottille in Bordeaux von der Kriegsmarine unter dem Kommando von Korvettenkapitän Klaus Scholtz aufgestellt. Das erste deutsche U-Boot, das den Bunker benutzte, war am 17. Januar 1943 U 178.

## Das Ende der Nutzung des Bunkers im Zweiten Weltkrieg
Die Basis wurde von den Briten mehrmals bombardiert, vor allem in den Jahren 1940 und 1941, aber bis auf die Versenkung des Kasernenschiffes Usaramo wurde kein größerer Schaden angerichtet. Die Basis wurde indirekt von der britischen Operation Josephine B im Juni 1941 angegriffen, einem Luftangriff auf die Umspannstation, die der Basis diente.
Die restlichen italienischen BETASOM-Boote beendeten ihre Einsätze im späten Frühjahr 1943. Danach wurden sieben BETASOM-U-Boote für den Transport von kriegswichtigen Materialien aus Fernost verwendet (Alpino Attilio Bagnolini, Agostino Barbarigo, Comandante Alfredo Cappellini, Giuseppe Finzi, Reginaldo Giuliani, Enrico Tazzoli und Luigi Torelli). Zwei davon wurden von den Alliierten versenkt, zwei wurden im Fernen Osten von den Deutschen nach der italienischen Kapitulation im September 1943 erbeutet und von ihnen benutzt. Ein fünftes Boot wurde in Bordeaux von den Deutschen erbeutet, aber nicht benutzt.
Nach dem italienischen Waffenstillstand im September 1943 wurde der italienische Teil von Deutschen besetzt. Ein Teil des italienischen Personals schloss sich den Deutschen an.

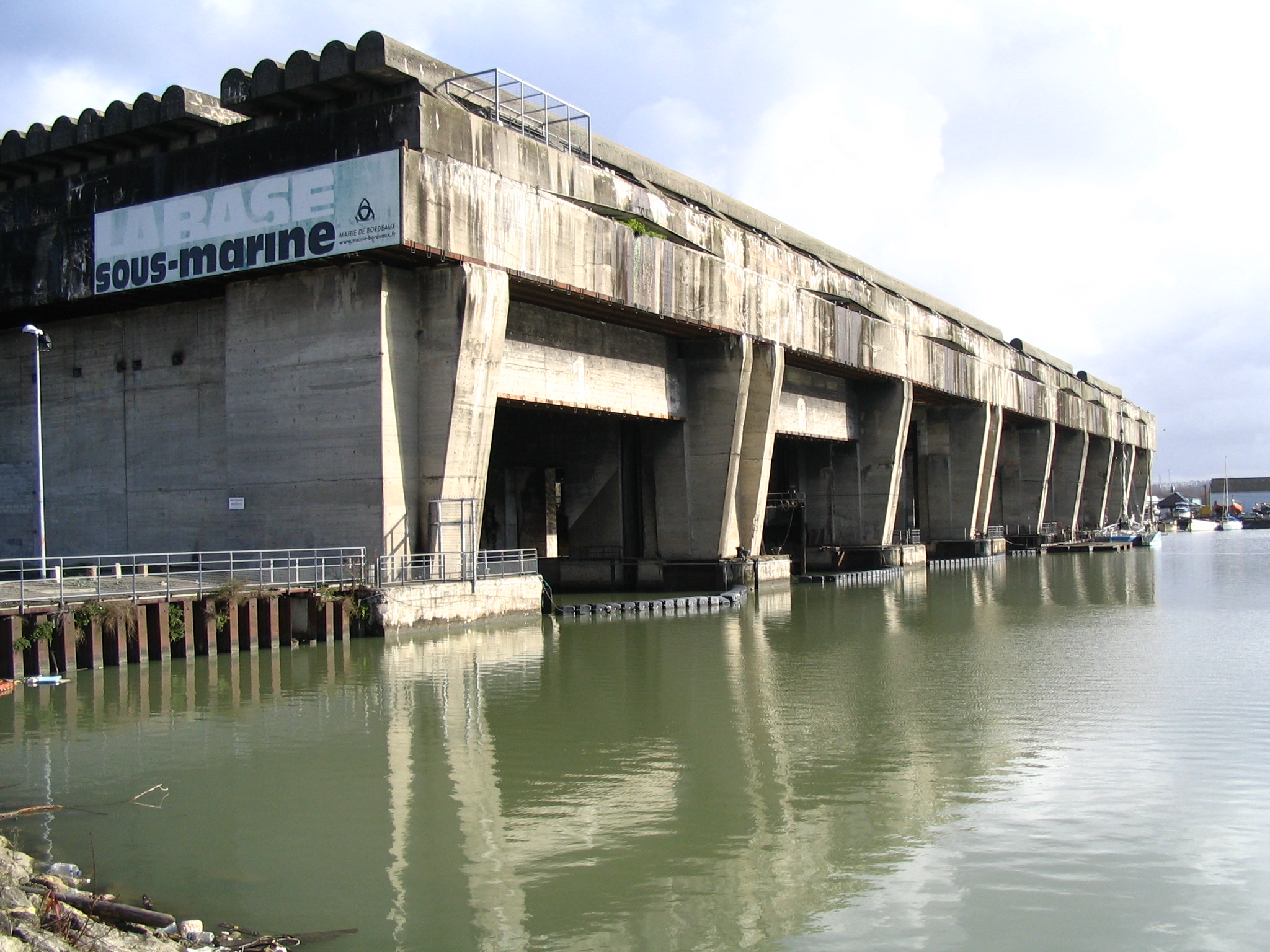
Der Bunker heute (Vorderansicht der Einfahrtsboxen)

Die letzten zwei verbliebenen deutschen U-Boote verließen den U-Boot-Bunker in Bordeaux im August 1944, drei Tage bevor die Alliierten am 25. August 1944 die Basis besetzten. Das letzte verbliebene deutsche Marinepersonal versuchte sich nach Deutschland zurückzuziehen und wurde am 11. September 1944 von alliierten Truppen in Südfrankreich gefangen genommen.

## Nachkriegsnutzung des U-Bootbunkers
Nach dem Krieg haben sich die U-Boot-Bunker aufgrund ihrer massiven verstärkten Konstruktion als nicht abreißbar erwiesen. Seit 2010, nach der Umwandlung vor einigen Jahren, sind rund 12.000 m² des 42.000 m² großen Gebäudes als Kulturzentrum für darstellende Künste, Ausstellungen und Abendveranstaltungen für die Öffentlichkeit zugänglich.